# Sbeitla
Sbeitla (in arabo: سبيطلة) è un piccolo paese del governatorato di Kasserine, nella Tunisia centro-settentrionale, a circa 260 km da Tunisi e a più di 150 km da Sfax. Ha una popolazione di 20.253 abitanti (2004) ed è situata a 525 m di altitudine. È suddivisa amministrativamente in due settori (imada): a nord della linea ferroviaria Sbeitla (سبيطلة) con 15.523 abitanti al censimento 2014 e a sud della linea ferroviaria Cité Essourour (حي السرور) con 8.445 abitanti. Nel 2016 il territorio comunale è stato ampliato includendovi i settori urbani Sbeitla, Cité Essourour e i settori rurali El Khadhra, El Athar e El Ksar.
Nelle vicinanze si trovano le rovine della città romana di Sufetula.

## Storia
Le tracce più antiche di civilizzazione nei dintorni di Sbeitla sono alcuni megaliti punici e steli funerarie. La regione era abitata da nomadi quando la legio III Augusta si accampò ad Ammaedara. Con la sconfitta dei Berberi e del loro capo Tacfarinas la regione venne sottomessa e popolata, durante il regno dell'imperatore Vespasiano e di suo figlio Tito.
Alcune iscrizioni trovate nella città suggeriscono che la città si sia sviluppata durante il II secolo, insieme alle altre città del Africa settentrionale, grazie anche al commercio dell'olio: alcune presse per la produzione dell'olio furono ritrovate nelle rovine di Sufetula. La prosperità di cui godette la città rese possibile la costruzione di notevoli edifici pubblici.
Decaduta nel IV secolo, con l'occupazione dei Vandali, fu quindi riconquistata dai Bizantini ed ebbe una nuova fioritura. Nel 646 il prefetto Gregorio vi spostò la capitale da Cartagine, dichiarando la propria indipendenza da Bisanzio. L'anno successivo venne tuttavia conquistata dagli Arabi, guidati da Abd Allah ibn al-Zubayr, sotto cui divenne capitale per breve tempo.
Durante la Seconda guerra mondiale fu teatro di diversi scontri tra le forze dell'Asse e le armate americane perché il centro era un importante caposaldo delle retrovie alleate prima e tedesche dopo.

## Il sito archeologico
- Sito archeologico di Sbeitla